# 3278 Бегоунек
3278 Бегоу́нек (3278 Běhounek) — астероїд головного поясу, відкритий 27 січня 1984 року.
Тіссеранів параметр щодо Юпітера — 3,166.